# Münchner Gesellenmord

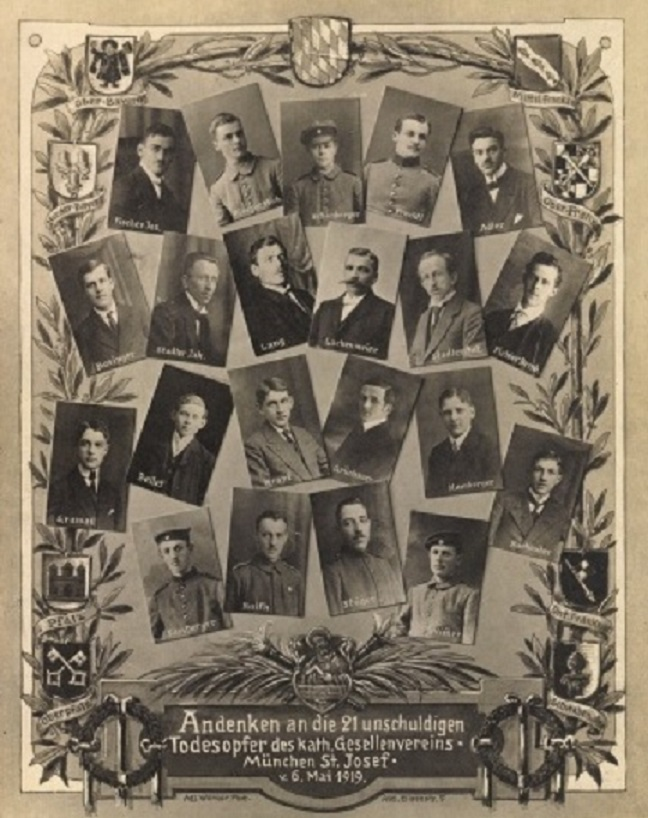
Zeitgenössische Gedenkkarte an den Münchner Gesellenmord

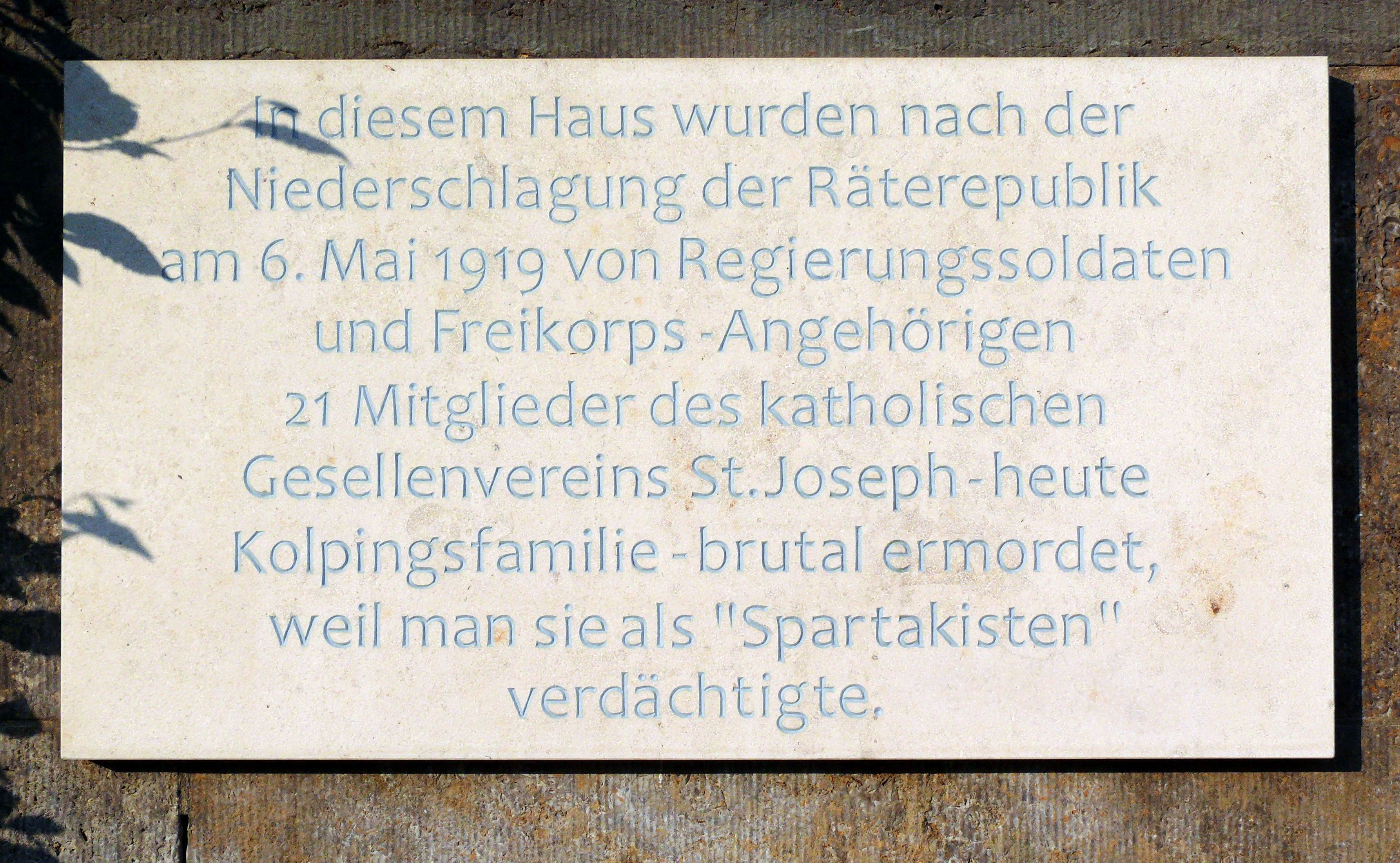
Gedenktafel von 2019 vor dem Prinz-Georg-Palais am Karolinenplatz

Beim Münchner Gesellenmord wurden 21 katholische Gesellen am 6. Mai 1919 in München nach ihrer Verhaftung durch Soldaten umgebracht, weil man sie irrtümlich für linke Revolutionäre hielt.

## Geschichte
Ab dem 30. April 1919 töteten Freikorpsangehörige und Regierungssoldaten mehrere hundert Menschen bei der Niederschlagung der Münchner Räterepublik.

Am 6. Mai 1919 wurden 26 Gesellen des katholischen Gesellenvereins St. Josef (jetzt Kolpingsfamilie) während ihrer wöchentlichen Versammlung in der Augustenstraße verhaftet. Sie waren denunziert worden, angeblich Spartakisten, also Revolutionäre zu sein, waren aber tatsächlich regierungstreue Mitglieder der Bayerischen Volkspartei. Sie wurden in das Prinz-Georg-Palais am Karolinenplatz geführt und dort mit Schlägen und Kolbenschlägen misshandelt. Danach wurden 21 von ihnen erschossen oder erstochen. Fünf Gesellen überlebten, weil sie für tot gehalten wurden. Die teilweise stark entstellten Leichen wurden ausgeplündert. In seinem Buch Vier Jahre politischer Mord von 1922 schrieb Emil Julius Gumbel:

„Die Soldaten glaubten ein Recht dazu zu haben, da ihnen durch ihren Hauptmann Hoffmann erklärt worden war, wenn sie einen Spartakisten sähen, sollten sie gleich von der Waffe Gebrauch machen.“

In den Tagebuchaufzeichnungen des Freikorps Epp wurde die Tat eingeräumt und als „bedauerliches Mißverständnis“ bezeichnet.
Die Beerdigung der Todesopfer auf dem Münchner Westfriedhof fand unter großer Anteilnahme der Münchner Bevölkerung statt; die Gedächtnisrede hielt der Jesuitenpater Rupert Mayer.
Am 25. Oktober 1919 wurden drei Soldaten wegen Totschlags verurteilt, davon zwei zu 14 Jahren Zuchthaus und einer zu einem Jahr Gefängnis. Ein vierter Soldat, der blutbefleckt mit gestohlenen Uhren und Geldbörsen den Keller verlassen hatte, wurde am 4. November 1919 vom Vorwurf des Totschlags freigesprochen, aber wegen schweren Diebstahls zu 10 Jahren Zuchthaus verurteilt. Die Identität der meisten Täter konnte nicht festgestellt werden. Die befehlshabenden Offiziere wurden nicht belangt.
2019 wurde am 100. Jahrestag des Massakers eine Gedenktafel am Karolinenplatz in der Maxvorstadt durch das Kolpingwerk eingeweiht.